# Бохоркес, Клаудио
Клаудио Бохоркес (исп. Claudio Bohórquez; род. 1976, Гифхорн) — немецкий виолончелист. Брат Оскара Бохоркеса.
Сын перуанца-фаготиста и уругвайской пианистки, получивших музыкальное образование в Германии и оставшихся там работать. Вырос в Карлсруэ, где его отец Оскар Бохоркес-старший (род. 1949) играл в оркестре Баденского государственного театра. Начал учиться игре на виолончели в семилетнем возрасте, в дальнейшем занимался под руководством Бориса Пергаменщикова в Кёльне и Берлине. Победитель и лауреат ряда международных конкурсов, в том числе обладатель первой премии Международного конкурса исполнителей в Женеве (1995).
Выступал как солист с различными оркестрами и как ансамблист в составе исполняющего традиционную музыку танго фортепианного трио «Патагонский экспресс», вместе с братом Оскаром и аргентинским пианистом Густаво Бейтельманом. Записал ряд дисков, в том числе сонаты Клода Дебюсси, Сергея Прокофьева и Бенджамина Бриттена (2006) с пианистом Маркусом Грохом, сонаты Иоганнеса Брамса (2018) и произведения Роберта Шумана (2019) с Петером Надем. Помимо этого, записал основную музыкальную тему для сборника киноновелл «На десять минут старше» (выпуск второй, «Виолончель»).
В 2011—2016 гг. профессор Штутгартской высшей школы музыки и театра. С 2016 г. профессор Берлинской высшей школы музыки имени Эйслера.